# Allegoria della Pittura (Vermeer)

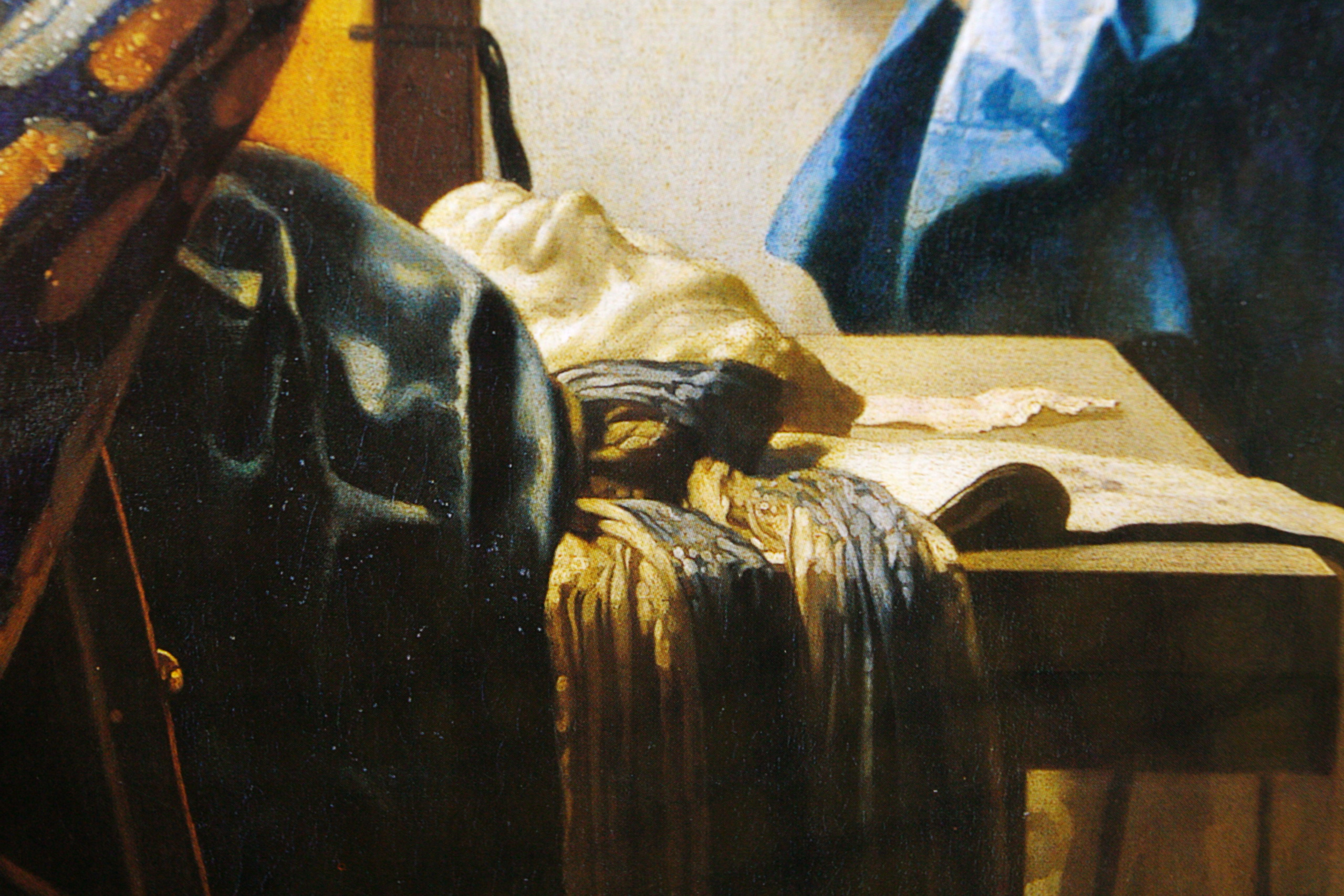
Dettaglio

L'Allegoria della Pittura (L'atelier)  è un dipinto a olio su tela (120x100cm) di Jan Vermeer, databile al 1666 circa e conservato nel Kunsthistorisches Museum di Vienna. È firmato sulla carta geografica a destra della ragazza "I[oannes] Ver. Meer"

## Storia
L'opera è documentata fin dal 1676, quando il 24 febbraio venne ceduto dalla vedova dell'artista, Catharina Bolnes, alla madre in risarcimento di vari debiti. La donna voleva forse salvare dall'imminente vendita all'asta dei dipinti del marito questa opera, chiamata "L'arte della pittura". Opera di dimensioni eccezionalmente grandi, era forse una sorta di testamento spirituale dell'artista. Nonostante ciò un anno dopo Maria Thins notificò come l'opera fosse inclusa nella liquidazione fallimentare all'asta di tutti i beni della famiglia. Non si può stabilire con certezza se il dipinto è quello citato nell'asta Dissius del 1696 come "Ritratto di Vermeer in una stanza con vari accessori".
Il dipinto scomparve poi fino al XIX secolo, quando lo si ritrova nelle collezioni Gottfried van Swieten e del conte Czernin. Nel 1938 entrò nelle proprietà di Adolf Hitler, e solo nel 1946 passò al museo viennese.

## Descrizione e stile
L'opera è variamente chiamata con titoli convenzionali, come anche il Pittore e la sua musa o l'Atelier. Rappresenta un pittore rivolto di spalle, forse lo stesso Vermeer mentre sta dipingendo una fanciulla all'interno di una stanza illuminata da sinistra da una finestra nascosta da un drappo scostato in primo piano. La ragazza tiene in mano un libro (simbolo della Storia) e una tromba (simbolo della Gloria) e ha in testa un serto di alloro: forse rappresenta la musa Clio. Il pittore sta seduto davanti al quadro sul cavalletto, dove si può vedere già lo schizzo della corona. È vestito con un elegante abito nero con tagli sulle maniche e sulla schiena che fa intravedere la camicia sottostante. Ha corte braghe a sbuffo e calze arancio, un capo costoso e di moda che si ritrova anche in altre opere dell'epoca, come in un noto autoritratto di Rubens. Non rivela il proprio volto, ma idealmente l'artista si mette nello stesso punto di vista dello spettatore.
La stanza è descritta come al solito con estrema cura. La tenda scostata, istoriata come si trova in altri dipinti dell'artista (l'Allegoria della Fede cattolica o la Lettera d'amore) rivela un ambiente scorciato in prospettiva con piena padronanza spaziale, come dimostrano il pavimento piastrellato o le travi del soffitto. A sinistra si vedono un baule borchiato in penombra e il tavolo presso il quale sta la fanciulla, sul quale si trovano dei drappi, fogli e altri oggetti che alcuni hanno messo in relazione ai simboli delle Arti liberali, con riferimento alle illustrazioni dell'Iconologia di Cesare Ripa, tradotta in olandese nel 1644.
Sulla parete di fondo sta una grande cartina geografica delle Diciassette Province (prima della separazione del 1581) a forma di "Leo Belgicus", che appartenne alla casa dello stesso Jan Vermeer. Notevole è la rappresentazione della luce su di essa, mossa da lievi increspature. Poco sotto una sedia ricoperta di velluto. Ciascun oggetto riflette o assorbe in maniera diversa la luce, ottenendo la più accurata resa degli effetti materici. Ne è un esempio lo straordinario lampadario metallico appeso in alto, in cui si legge tutta l'eredità dei primitivi fiamminghi come Jan van Eyck: non è dissimile infatti da quello nel celebre Ritratto dei coniugi Arnolfini.